# Ortrud Mann
Ingrid Ortrud Mann, geborene Åkerberg (* 31. Mai 1917 in Arlöv; † 30. Dezember 2006) war eine schwedische Dirigentin und die erste professionelle Dirigentin in Schweden.

## Leben und Wirken
Ortrud Mann wurde als Tochter von Hermann Åkerberg und Olga Andersson geboren. Ihr Vater war Musiklehrer, wirkte als Kirchenorganist und komponierte. Im Jahr 1920 übersiedelte die Familie nach Malmö, wo der Vater Kantor an der Caroli-Kirche wurde. Ortrud Mann erhielt ihre ersten musikalischen Unterweisungen bei ihrem Vater, mit dem sie seit früher Kindheit Konzerte besuchte. Zunächst studierte sie Klavier und absolvierte dann auf Anregung ihres Vaters Orgelstudien. Ihr Studium an der Königlichen Musikhochschule Stockholm schloss sie 1938 und 1939 als Kantorin und Organistin sowie 1942 als Musiklehrerin ab. Während des Studiums belegte sie auch Kurse in Dirigieren bei ihrem späteren Ehemann Tor Mann, damals Chefdirigent der Göteborger Symphoniker.
Im Alter von 26 Jahren wurde sie 1943 Kapellmeisterin des Hippodromtheaters in Malmö. Sie war zwar nicht die erste Frau, die in Schweden als Dirigentin wirkte, aber die erste Dirigentin, die mit professionellen Orchestern arbeitete. Es folgte von 1944 bis 1948 ein Engagement als Dirigentin am Malmö Stadsteater. Sie wandte sich dann mehr den sinfonischen Werken zu und dirigierte 1949 ein Sinfonieorchester in Linköping, woraufhin Konzerte mit den Sinfonieorchestern in Göteborg, Stockholm und Norrköping folgten. Ab den 1950er Jahren war sie sowohl als freischaffende Dirigentin als auch als Musikpädagogin an der Lehrerhochschule Stockholm tätig. Von 1963 bis 1966 war sie als Dirigentin fest am Stockholmer Oscarsteatern engagiert.
Im Rahmen von Gastdirigaten arbeitete sie mit vielen professionellen schwedischen Sinfonieorchestern sowie Orchestern in Dänemark, Norwegen und Finnland und machte Hörfunk- und Fernsehaufnahmen. Dabei erfolgte eine Zusammenarbeit mit bekannten Solisten wie zum Beispiel György Pauk und Erling Bløndal Bengtsson oder den Pianistinnen Käbi Laretei und Greta Erickssohn. Zu ihrem Repertoire zählten Werke des musikalischen Barock bis hin zur zeitgenössischen Musik mit dem Schwerpunkt auf Werken der Romantik, zum Beispiel von Johannes Brahms, Anton Bruckner und Gustav Mahler.
Nach dem Tod ihres Mannes im Jahr 1974 ging sie zurück nach Malmö. Sie arbeitete auch nach ihrem Eintritt in den Ruhestand weiter als Dirigentin, wirkte als Organistin und leitete einen Chor. Zum letzten Mal trat sie 2006 im Alter von 89 Jahren anlässlich des 600-jährigen Jubiläums der Malmö latinskola auf.
Ortrud Mann starb am 30. Dezember 2006 und wurde auf dem Friedhof von Burlöv beerdigt.

## Privates
Ortrud Mann war seit 1950 mit dem Dirigenten Tor Mann (1894–1974), Chefdirigent der Göteborger Symphoniker und des Schwedischen Rundfunk-Symphonieorchester Stockholm, verheiratet und hatte mit ihm eine Tochter.

## Filmdokumentation
Ortrud Mann ist eine der Porträtierten in der Filmdokumentation Dirigentinnen von Christina Olofson aus dem Jahr 1987, gemeinsam mit Victoria Bond, Weronika Dudarowa, JoAnn Falletta, Kerstin Nerre und Camilla Kolchinsky.